# Зона санитарной охраны

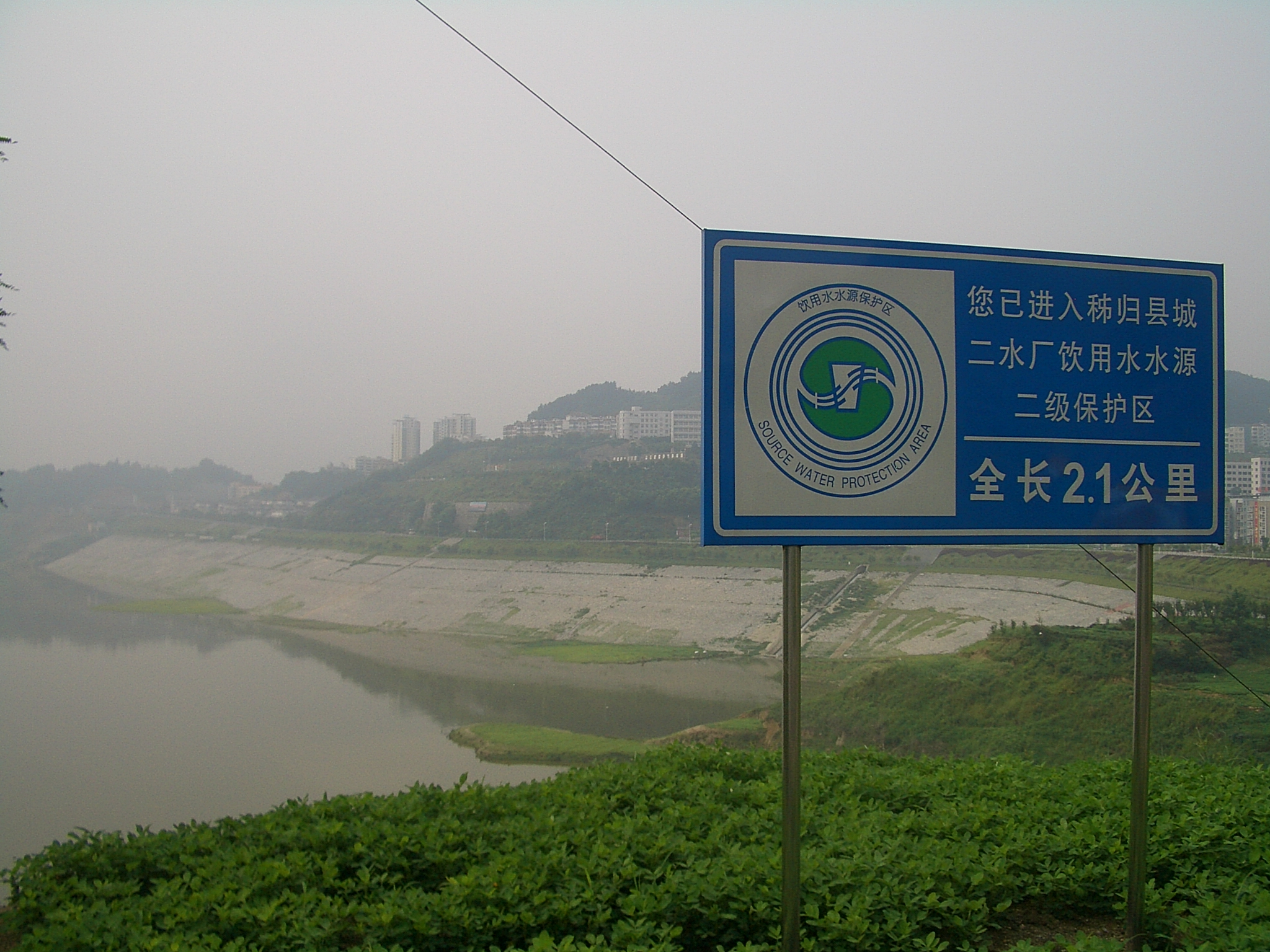
Зона санитарной охраны у посёлка Маопин (уезд Цзыгуй) на водохранилище «Три ущелья», Китай

Зоны санитарной охраны (ЗСО) — территория, включающая источник водоснабжения и/или водопровод, иной объект. ЗСО состоит из поясов, на которых устанавливаются особые режимы хозяйственной деятельности и охраны, например, для артезианских скважин охраны подземных вод от загрязнения.

## Пояса ЗСО для подземных источников
ЗСО организуются в составе трёх поясов:
- Первый пояс (строгого режима) включает территорию расположения водозаборных сооружений, площадок всех водопроводных сооружений и водопроводящего канала. Его назначение — защита места водозабора и водозаборных сооружений от случайного или умышленного загрязнения и повреждения.
Первый пояс ЗСО скважин подземного водоисточника представляет собой окружность радиусом 30-50 м, центр которой находится в точке расположения источника водоснабжения. Согласно санитарным правилам РФ[1], первый пояс ЗСО водозаборных скважин должен быть обнесён ограждением, для предотвращения доступа посторонних лиц. Если таких источников несколько (несколько скважин), то следует выделять несколько окружностей с центром в каждой из скважин. Размер пояса строгого режима охраны может быть сокращен государственным органом санитарно-эпидемиологического надзора.
- Второй пояс (пояса ограничений или зона микробного загрязнения) определяется гидродинамическим расчётным путём и включает территорию, предназначенную для предупреждения загрязнения вод источников водоснабжения. Второй пояс учитывает время продвижения микробного загрязнения воды до водозабора, принимаемое в зависимости от климатических районов и защищенности подземных вод от 100 до 400 сут.[1] — времени, в течение которого загрязнение произошедшее на поверхности за пределами второго пояса не достигнет водоносного горизонта.

 «В первом поясе строительство запрещено, во втором допускаются некоторые постройки со специальными очистными сооружениями».
- Третий пояс (зона химического загрязнения) определяется гидродинамическими расчётами, исходя из условия, что если за её пределами в водоносный горизонт поступают стабильные химические загрязнения, то они окажутся вне области питания водозабора или достигнут её не ранее истечения расчётного срока эксплуатации. Минимальный расчётный срок эксплуатации скважины — 25 лет. Обычно для расчётов используют 10 000 суток, что приблизительно на 10 % больше, чем 25 лет, то есть 9125 суток.

В каждом из трех поясов, а также в пределах санитарно-защитной полосы (СЗП), соответственно их назначению, устанавливается специальный режим и определяется комплекс мероприятий, направленных на предупреждение ухудшения качества воды.

## Расчёт ЗСО
Расчёт поясов зависит от конкретного источника водоснабжения, гидрогеологических условий площадки, на которой расположено водозаборное сооружение.
Гидродинамический расчет 2 и 3 пояса ЗСО может быть проведён вручную, на основании Методического руководства, или на программе AMWELLS с учётом всех особенностей гидрогеологических условий.